# ...And Justice for All
...And Justice For All je četvrti studijski album američkog treš metal sastava Metalika. Ovo je jedan od najboljih albuma grupe. Ovo je i prvi studijski album na kojem svira Džejson Njusted na bas gitari. Izdala ga je Elektra Records 1988. godine.
Album je ponovo izdat 2. novembra 2018. u formatima vinila, CD-a i kaseta, a takođe je dobio i deluxe box set tretman sa bonus numerama i neobjavljenim video snimcima. Reizdanje je dostiglo 37. i 42. mesto na Bilbordovoj listi najboljih albuma i najboljih rok albuma.

## Pozadina
...And Justice for All je prvi album Metalike sa basistom Džejsonom Njustedom nakon smrti Klifa Bartona 1986. godine; Njusted je ranije svirao na EP-u Metalike iz 1987. The $5.98 E.P. - Garage Dais Re-visited. Metalika je nameravala da snimi album ranije, ali je skrenuta sa strane zbog velikog broja festivalskih datuma zakazanih za leto 1987, uključujući evropski deo festivala Monsters of Rock. Drugi razlog je bila povreda ruke frontmena Džejmsa Hetfilda u nesreći na skejtbordu.
Prethodni studijski album Metalike, Master of Puppets bio je njihov poslednji po ugovoru sa izdavačkom kućom Music for Nations. Menadžer Peter Mensch želeo je da potpišu sa britanskim distributerom ploča Phonogram Records. Menadžer fonograma Martin Huker ponudio im je „više od milion funti, što je u to vreme bio najveći posao koji smo ikada ikome ponudili“. Njegovo objašnjenje je bilo da je konačna cifra za kombinovanu britansku i evropsku prodaju sva tri albuma Metalike bila više od 1,5 miliona primeraka.

## Snimanje
...And Justice for All je sniman od januara do maja 1988. u One on One Recording Studios u Los Anđelesu. Metalika je producirala album sa Flemingom Rasmusenom. U početku je bio nedostupan za planirani početak 1. januara 1988. i bend je angažovao Majka Klinka, koji je privukao njihovu pažnju produkcijom debitantskog albuma Guns N' Roses Appetite for Destruction. Planovi su se pogoršali, a Rasmusen je postao dostupan tri nedelje nakon što ga je prvi put pozvao bubnjar Lars Ulrih. Rasmusen je slušao Klinkove grube mikseve za album na svom letu za Los Anđeles 14. februara, a po njegovom dolasku Klink je otpušten. Hetfild je objasnio da je snimanje sa Klinkom bilo problematično, a Rasmusen je bio zamena u poslednjem trenutku. Klink je zaslužan za inženjering bubnjeva na "The Shortest Strav" i "Harvester of Sorrov". Očekujući Rasmusenov dolazak, bend je snimio dve obrade pesme — „Breadfan“ i „The Prince“ — da bi „fino podesio zvuk dok su ušli u studijsku atmosferu". Obe su objavljene kao B strane za singlove sa albuma, a kasnije su uključene na naslovni album Garage Inc iz 1998.

## Pesme
| №  | Назив                  | Трајање |  |
| 1. | Blackened              | 6:42    |  |
| 2. | ...And Justice for All | 9:46    |  |

| №  | Назив               | Трајање |  |
| 1. | Eye of the Beholder | 6:25    |  |
| 2. | One                 | 7:26    |  |

| №  | Назив                     | Трајање |  |
| 1. | The Shortest Straw        | 6:35    |  |
| 2. | Harvester of Sorrow       | 5:45    |  |
| 3. | The Frayed Ends of Sanity | 7:43    |  |

| №  | Назив             | Трајање |  |
| 1. | To Live Is to Die | 9:49    |  |
| 2. | Dyers Eve         | 5:14    |  |

## Postava benda
- Džejms Hetfild - vokal, ritam gitara
- Kirk Hamet — gitara
- Lars Ulrih — bubnjevi, udaraljke
- Džejson Njusted - bas-gitara